# Жохи (Остроленцький повіт)
Жохи (пол. Żochy) — село в Польщі, у гміні Червін Остроленцького повіту Мазовецького воєводства.
Населення — 146 осіб (2011).
У 1975-1998 роках село належало до Остроленцького воєводства.

## Демографія
Демографічна структура станом на 31 березня 2011 року:
|          | Загалом | Допрацездатний вік | Працездатний вік | Постпрацездатний вік |
| -------- | ------- | ------------------ | ---------------- | -------------------- |
| Чоловіки | 79      | 17                 | 52               | 10                   |
| Жінки    | 67      | 13                 | 37               | 17                   |
| Разом    | 146     | 30                 | 89               | 27                   |